# Gastone di Foix (Persiani)
Gastone di Foix è un'opera in due atti di Giuseppe Persiani, su libretto di Felice Romani. La prima rappresentazione ebbe luogo al Teatro La Fenice di Venezia nel carnevale del 1828.

## Trama
La scena è in Brescia e nella cittadella, l'azione è nel 1589 circa
La trama narra di Gastone di Foix, che, occupante di Brescia per il re di Francia, trasse prigioniero il conte Avogaro, nobile locale che a lui si opponeva, sua figlia Irene e Altamoro, un congiunto del conte e promesso sposo della ragazza. Avogaro riesce a fuggire, lasciando gli altri due prigionieri in mano al conte; tuttavia, ambo costoro rimangono stupefatti dalle nobili virtù di Gastone, tanto che lui ed Altamoro divengono amici; tuttavia, questa amicizia si spezza quando Gastone decide di fare di Irene la sua sposa. A ciò si aggiungono anche le trame di Avogaro contro Gastone. Il tutto si concluderà tuttavia nella clemenza generale dell'occupante, commosso e colpito dalla resistenza del popolo locale.

## Struttura musicale
- Sinfonia

### Atto I
- N. 1 - Introduzione Delle trombe all'invito volate (Coro)
- N. 2 - Terzetto fra Gastone, Altamoro e Bajardo Sì, la vegga il padre altero (Gastone, Altamoro, Bajardo, Coro)
- N. 3 - Cavatina di Avogaro Al tuo seno un dio mi guida (Avogaro, Altamoro, Coro)
- N. 4 - Coro e Cavatina di Irene Tra i forti d'Italia - Questa che a me d'intorno (Irene, Coro)
- N. 5 - Duetto fra Gastone ed Irene Non puoi? comprendo o perfida
- N. 6 - Coro Ebben? del gran segreto
- N. 7 - Finale I Ah! snuda il ferro, e svenami (Irene, Avogaro, Gastone, Bajardo, Coro, Attilia, Altamoro, Attilia)

### Atto II
- N. 8 - Introduzione seconda Ondeggiar la patria insegna (Coro)
- N. 9 - Duetto fra Gastone ed Avogaro Amor giurommi Irene
- N. 10 - Aria di Irene Cielo! per chi pregar... (Irene, Gastone, Bajardo, Attilia, Coro)
- N. 11 - Coro Vinti noi siamo: infida
- N. 12 - Coro Ciel se d'un core oppresso (Avogaro, Altamoro, Irene, Coro, Bajardo)
- N. 13 - Aria di Avogaro Non piangete; e all'ore estreme (Avogaro, Altamoro, Irene, Coro)
- N. 14 - Coro, Aria di Gastone e Finale II Vita da te ricevere - Il vostro ardir magnanimo - Dunque la barbara (Coro, Gastone, Irene, Altamoro, Ranieri, Bajardo)